# Aimé Tapia González
Georgina Aimé Tapia González (Ciudad de México, 18 de septiembre de 1979) es una filósofa e investigadora mexicana, especialista en pensamiento filosófico feminista, ecofeminismo, filosofía de la educación y feminismos en Abya Yala.

## Trayectoria
Nació en Ciudad de México. Realizó estudios de Licenciatura en Filosofía en la Universidad de Colima y la Maestría en Filosofía de la Cultura por la Universidad Michoacana de San Nicolás de Hidalgo. Se doctoró en Filosofía por la Universidad de Valladolid y la Universidad de Salamanca. Su formación estuvo centrada en el pensamiento filosófico occidental y las corrientes feministas, así como la filosofía latinoamericana y las éticas de los pueblos indígenas.
En 2009, se incorporó como docente en la Facultad de Filosofía y en la Escuela de Artes Visuales, de la Universidad de Colima. Fue directora de la Facultad de Filosofía de la Universidad de Colima. Después se convirtió en profesora e investigadora de en la facultad de Pedagogía de la misma universidad.También ha impartido formaciones en otros centros como la Universidad de Valladolid.
Se convirtió en miembro de la Red Mexicana de Mujeres Filósofas, de la Red de Mujeres Filósofas de América Latina y de la Red Ecofeminista Iberoamericana. Se incorporó al comité científico editorial de la revista GénEroos.
Como investigadora, ha alcanzado el nivel I en el Sistema Nacional de Investigadores (SNI) de México. Ha publicado estudios sobre filósofas como Edith Stein, Simone de Beauvoir, Graciela Hierro, Alicia Puleo y Ann Sharp.

## Reconocimientos
En 2017, el Congreso del Estado de Colima la reconoció con la presea “Juana Urzúa” por su trayectoria en el campo de las ciencias.

## Obra
- Hacia una cultura de la sostenibilidad: análisis y propuestas desde la perspectiva de género, (en co-coordinación con Puleo, Alicia H.,Torres San Miguel, Laura, Velasco Sesma, Angélica (eds.) (2015): Valladolid, Departamento de Filosofía y Cátedra de Estudios de Género de la Universidad de Valladolid. ISBN 978-84-606-7121-3
- Mujeres indígenas en defensa de la tierra. Madrid: Ediciones Cátedra, 2018, 308 p. ISBN 978-84-376-3900-0
- Dos miradas sobre la historia del movimiento feminista en Colima, en coautoría con Karla K. Kral, Universidad de Colima, México, 2018. ISBN  978-607-8549-35-1
- Palabras de las niñas de maíz, 2023, PuertAbierta, México. ISBN 978-607-8865-80-2